# 史特靈獎

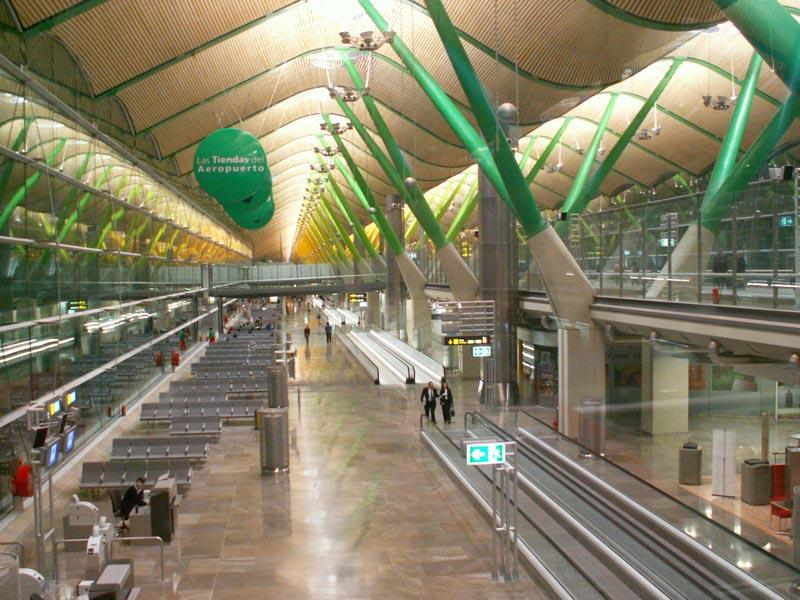
巴塞羅那機場第四航廈內部，理查德*羅傑斯建築事務所，2006年

史特靈獎是個英國建築界卓越成就獎。 此獎以建築師詹姆斯·斯特林命名，並每年由英國皇家建築師學會（RIBA）頒發。史特靈獎專門用於獎勵在過去一年中對建築界做出重大貢獻的英國皇家建築師學會會員。2014年之前，得獎建築須位於歐盟境內，但在2015年後，則僅限於英國境內。 以往，史特靈獎的獎金高達20,000英鎊，但現已取消獎金制度。